# Venere e Adone (Tiziano Los Angeles)
Venere e Adone è un dipinto a olio su tela (160x196 cm) realizzato tra il 1555 e il 1560 dal pittore italiano Tiziano Vecellio e conservato nella Getty Museum di Los Angeles.

## Descrizione e stile
In Venere e Adone, tratto da Ovidio, Tiziano rappresenta il mito alla sua maniera; non è più, infatti, il giovane pittore dei Baccanali: una visione più pessimistica del rapporto tra uomini e dei si fa strada sempre di più e costituirà il leit-motive di tutte le «poesie» eseguite per il committente imperiale. È meglio infatti che uomini e dei non abbiano rapporto tra loro, perché comunque è l'uomo a rimetterci: come Adone che, innamorato di Venere la lascerà per amore della caccia e andrà incontro al suo destino, rappresentato da un cinghiale infuriato.
Rispetto alle diverse versioni della tela, questa si situa nel gruppo «Prado», più vicina cioè alla prima versione, conservata appunto al Prado di Madrid, in confronto a quelle del gruppo «Farnese», dalla perduta tela posseduta da questa famiglia.
Il dipinto è stato acquistato nel 1992 dal Getty Museum, dopo che l'anno precedente era stato battuto all'asta da Christie's di Londra.

## Altre versioni

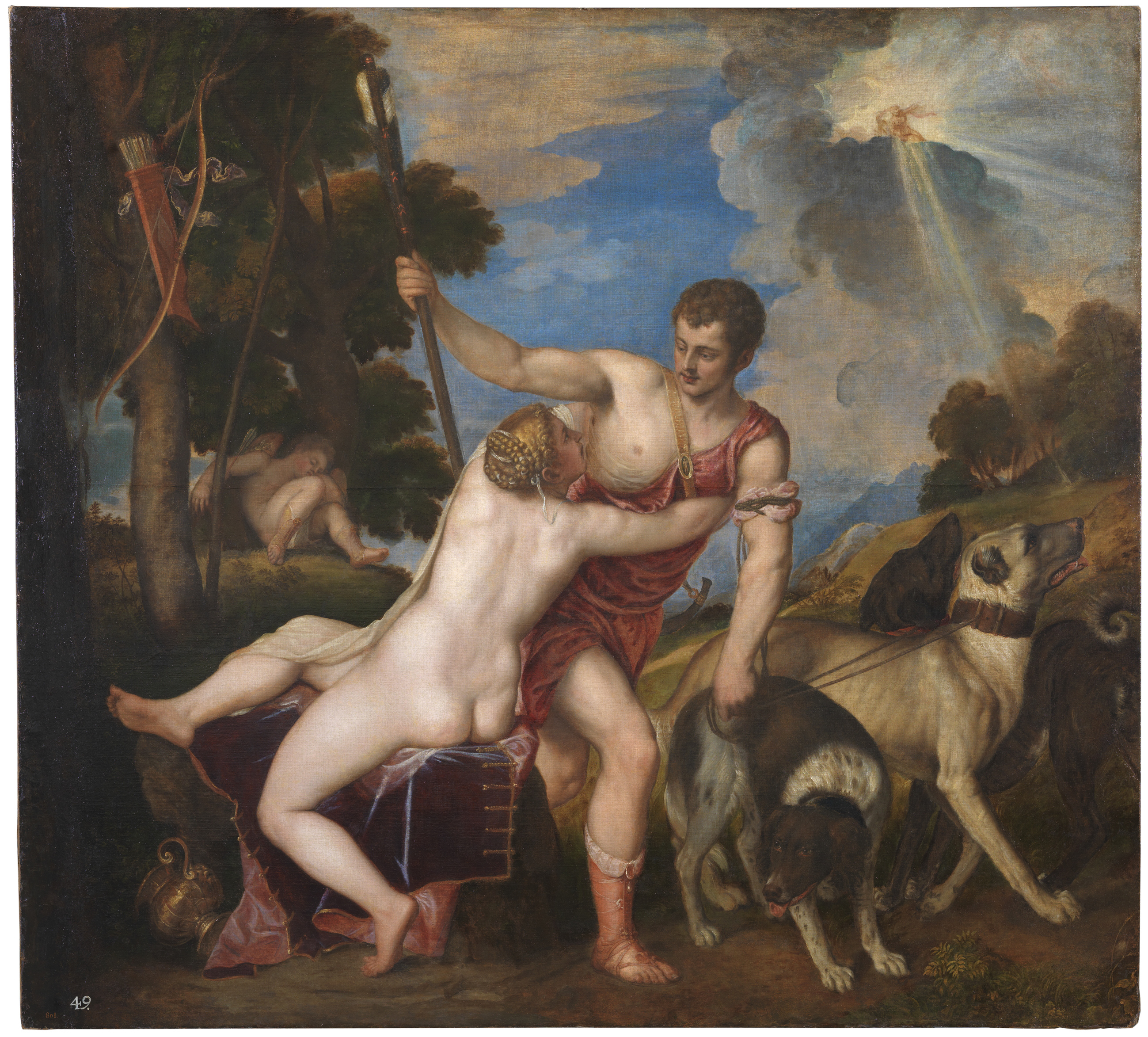
Tiziano Vecellio, Venere e Adone, 1553 ca, Madrid, Museo del Prado
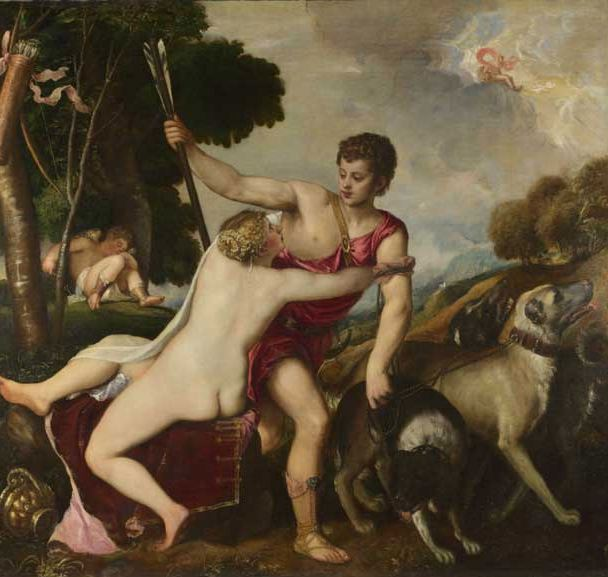
Tiziano Vecellio, Venere e Adone, 1555, Londra, National Gallery
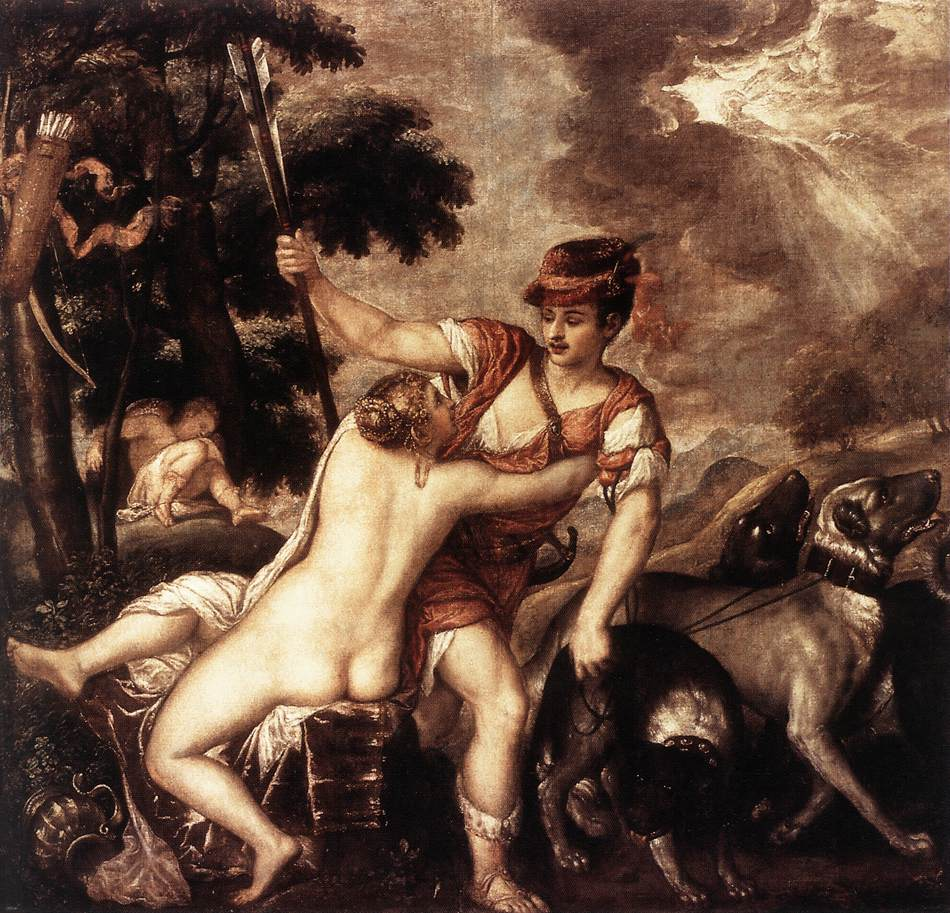
Tiziano Vecellio, Venere e Adone, 1555 ca, Roma, Galleria nazionale d'arte antica
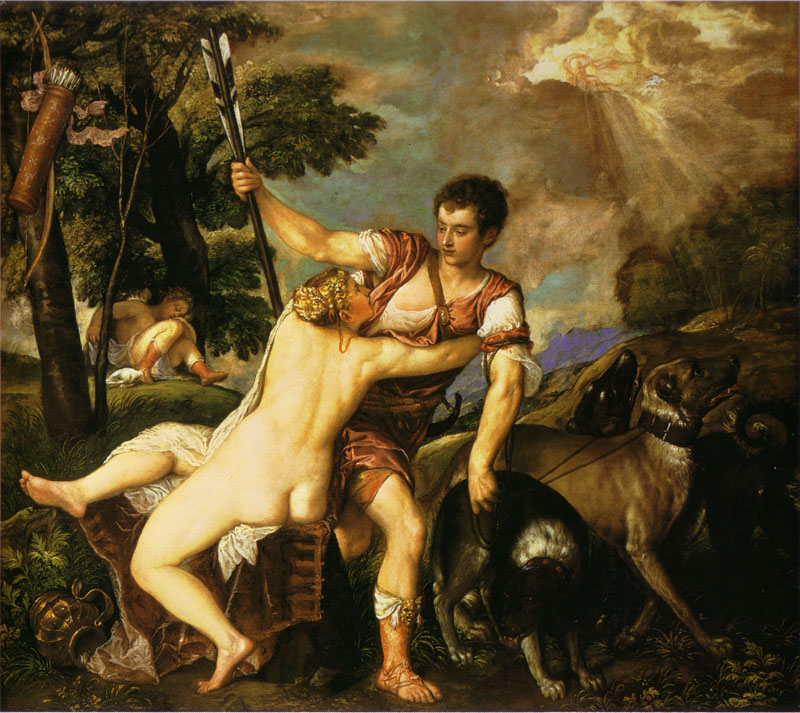
Tiziano Vecellio, Venere e Adone, 1560 ca, Collezione privata, temp. Oxford, Ashmolean Museum
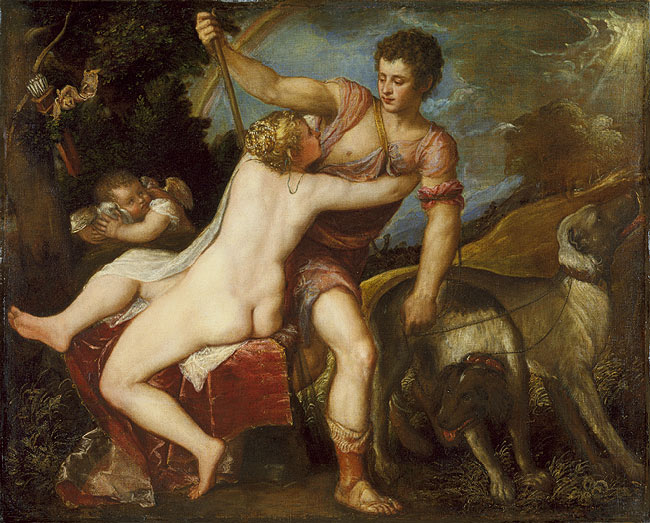
Tiziano Vecellio, Venere e Adone, 1560 ca, New York, Metropolitan Museum of Art
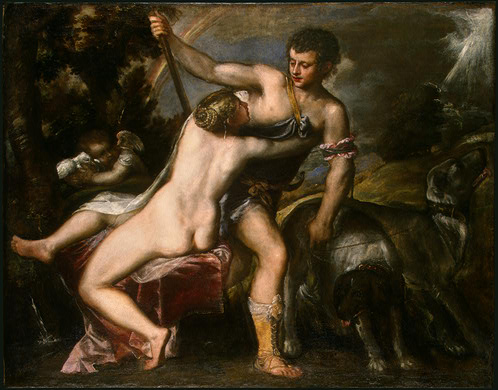
Tiziano Vecellio, Venere e Adone, 1560 ca, Washington, National Gallery of Art